# Flavio Alfaro (kanton)
Flavio Alfaro – kanton w prowincji Manabí, w Ekwadorze. Stolicą kantonu jest Flavio Alfaro.